# Occupazione dell'etere
Occupazione dell'etere è un'espressione con cui viene tradizionalmente definita l'occupazione di fatto delle frequenze radiotelevisive avvenuta in Italia da parte di soggetti privati in assenza di disposizioni dell'Autorità amministrativa, in un periodo di carenza normativa del settore.

## Le premesse storiche del problema
Sin dagli anni cinquanta, all'affermarsi della televisione come rilevante mezzo di comunicazione di massa, nella maggior parte dei paesi dell'Europa occidentale vigeva un regime di monopolio pubblico, giustificato dalla limitatezza dei canali utilizzabili per le trasmissioni televisive. La situazione in Europa differiva, ad esempio, da quella del sistema televisivo statunitense, dove vigeva invece un mercato a prevalenza libero.
Nel 1960 la Corte Costituzionale ribadì che fosse troppo pericoloso concedere ai privati l'uso delle frequenze via etere, perché avrebbero potuto esercitare pressioni indebite sull'opinione pubblica, mentre, a differenza ad esempio della carta stampata, l'accesso ad esse non avrebbe potuto essere garantito a tutti.

## Il caso Telebiella e la televisione via cavo
I fautori di una televisione libera videro, però, la possibilità tecnica di trasmettere via cavo coassiale, risolvendo così il problema della limitatezza delle frequenze via etere.
Nel 1971, a Biella, un gruppo di appassionati, "capitanato" dall'imprenditore Peppo Sacchi, fondò Telebiella, che iniziò le trasmissioni via cavo. Il motivo per ricorrere alla Corte Costituzionale fu voluto: il pretore di Biella, investito del ricorso contro le sanzioni al proprietario di Telebiella, sollevò la questione di costituzionalità appellandosì all'articolo 21 della Costituzione: si arrivò così alla storica sentenza 226 del 1974, che consentì ai privati la diffusione di trasmissioni televisive via cavo.

## Le televisioni locali via etere
Intanto vari gruppi di imprenditori radiotelevisivi locali iniziarono a promuovere iniziative per contrastare ed abbattere il monopolio statale delle radiodiffusioni e promuovere la libertà di espressione e di informazione; il 12 ottobre 1974, a Viareggio, nacque l'Associazione nazionale teleradio indipendenti (ANTI), prima associazione di emittenti radiotelevisive il cui presidente, l'avvocato Eugenio Porta, diventò uno dei protagonisti più tenaci delle iniziative legali a difesa della libertà di emittenza. Il diritto a trasmettere trovò accoglienza nella successiva sentenza della Corte Costituzionale del 1976, che stabilì il concetto di liberalizzazione delle trasmissioni via etere di carattere locale. La Corte, nell'affrontare la questione, argomentò che era ragionevole liberalizzare le frequenze in ambito regionale, poiché le emittenti locali non si sarebbero sovrapposte alla Rai, che, invece utilizzava frequenze nazionali. Sarebbe stato illogico, invece, consentire la coesistenza di più televisioni nazionali: in questo caso, infatti, il pericolo di sovrapposizioni e di interferenze sarebbe diventato concreto, rendendo necessaria parimenti una ridondanza di frequenze impegnate (anche se non tutte occupate). Se ne ricavò che, sul piano nazionale, l'unica concessionaria abilitata a trasmettere restava la Rai.
In assenza di una regolamentazione effettiva, però, le frequenze diventavano proprietà di chi le occupa; non erano rari i casi di veri e propri sabotaggi, compreso il taglio dei cavi di alimentazione dei ripetitori della concorrenza. Si verificarono anche casi di emittenti che occupavano frequenze appena "conquistate" trasmettendo solo un segnale con un'immagine fissa o con il solo monoscopio. Fu oggetto di dibattito la legittimità di tale "nudo possesso" della frequenza: i critici sostennero che qualsiasi emittente era tenuta a trasmettere contenuti.
Una prima azione per la regolamentazione del settore fu tentata con la legge 4 febbraio 1985 n. 10, che operò il primo censimento ufficiale delle frequenze occupate anteriormente alla data del 1º ottobre 1984.
Nel 1990 con la legge Mammì venne ripetuto il censimento delle radiofrequenze, cristallizzando di fatto la situazione esistente.

## La formazione di televisioni private nazionali
Nonostante la Corte Costituzionale avesse autorizzato, con la sentenza n. 202 del 1976, le televisioni private nel solo ambito locale, negli anni successivi al 1976 si verificò la formazione, in rapida successione, di vere e proprie reti nazionali di proprietà di grandi gruppi industriali:
- Elefante TV (1979) della S.I.T. (Società Impianti Televisivi) di Leo e Guelfo Marcucci
- Primarete Indipendente (1980) del gruppo Rizzoli-Corriere della Sera;
- Canale 5 (1980) della Fininvest di Silvio Berlusconi;
- Italia 1 (1982) del gruppo Rusconi;
- Rete 4 (1982) del gruppo Mondadori;
- Retecapri (1982) della Television Broadcasting System.
- Rete A (1983) del Gruppo Editoriale Peruzzo.

Erano tutte organizzate come "circuiti" (sul modello delle syndication statunitensi): un'emittente di grandi dimensioni produceva i programmi e successivamente li trasmetteva in tutta Italia tramite l'interconnessione con tante piccole emittenti locali; solo tre di queste reti (Elefante TV, Retecapri e Rete A) non coprivano l'intero territorio nazionale.
Vi era stato, fino a questo momento, un solo tipo di interconnessione: il segnale veniva irradiato da un ripetitore all'altro su tutta la rete, consentendo la visione "in diretta" (in senso proprio) in tutti i punti della rete. Questo tipo di tecnologia è definita «interconnessione strutturale» ed era consentita, per legge, solo alla Rai, che disponeva quindi di propri ripetitori in tutte le regioni.

Le reti private usavano un altro tipo di interconnessione, per superare la dimensione locale cui erano vincolate dalla legge: l'«interconnessione funzionale».
Il procedimento era macchinoso e consisteva in più fasi:
- Pre-registrazione dei programmi su videocassetta;
- Inserimento della pubblicità durante la registrazione del programma;
- Duplicazione delle videocassette e loro invio a ciascuna emittente affiliata;
- Trasmissione dei programmi con una lieve sfasatura temporale e su una diversa radiofrequenza (per non infrangere la legge, che consentiva l'interconnessione strutturale solo alla Rai).

Nel 1980 PIN trasmise il primo telegiornale privato a diffusione nazionale, Contatto, diretto da Maurizio Costanzo: la trasmissione era in diretta (19:30) nel solo Lazio, mentre nelle altre regioni era in differita durante la serata. La Rai avvertì l'ipotesi di reato e si rivolse all'autorità giudiziaria. A causa della mancanza di una legge di regolamentazione del settore, si pronunciò la Corte costituzionale, che il 14 luglio 1981 (sentenza n. 148/1981) ribadì il limite per le televisioni private a trasmettere nel solo ambito locale. Per PIN fu una sconfitta; la rete cessò di trasmettere in interconnessione.
La partita, per le emittenti private, si continuò a giocare su film e programmi di intrattenimento: nella competizione contro la Rai rimasero Canale 5 (Berlusconi), Italia 1 (Rusconi), Rete 4 (Mondadori), Telemontecarlo (italo-monegasca) e l'agguerrito circuito televisivo nazionale Euro Tv (Stp_Radiovideo) i quali avevano le caratteristiche della tipica impresa editoriale: la rete puntava a produrre i contenuti e la raccolta pubblicitaria proveniva da una ditta esterna.
Canale 5 realizzava programmi e raccolta pubblicitaria in sinergia: il suo proprietario Berlusconi aveva già una sua concessionaria, Publitalia '80, nata nel 1979, che aveva una politica aziendale molto diversa da quella della Sipra, dal momento che era l'azienda stessa a recarsi dagli inserzionisti, e non il contrario come nel caso Sipra. Canale 5 cominciò ad attaccare il monopolio Rai: un esempio eclatante riguardò i diritti del Mundialito (30 dicembre 1980-10 gennaio 1981), torneo calcistico disputato in Uruguay per festeggiare i 50 anni dalla prima edizione dei Campionati mondiali di calcio. La Fininvest si assicurò i diritti televisivi europei, salvo poi cederli alla Rai; in cambio poté trasmettere le partite del torneo, salvo quelle della Nazionale e la finale. Gli incontri andavano in onda in diretta in Lombardia e in differita nelle altre regioni italiane.

In poco tempo Canale 5 primeggiò nella raccolta pubblicitaria: la disponibilità di mezzi finanziari ingenti dati dal flusso pubblicitario consentì a Canale 5 di sconfiggere nella gara degli ascolti i due principali concorrenti Italia 1 e Rete 4, i quali diventarono poi di proprietà Fininvest, rispettivamente, nel 1982 e nel 1984.
 Raggiunte le stesse dimensioni delle tre reti Rai, la Fininvest iniziò a competere direttamente con il servizio pubblico: lo stesso acquisto di Rete 4 da parte di Berlusconi suscitò non poche polemiche.
Quando un gruppo di magistrati rilevò l'illegittimità di questo modo di eludere il divieto di trasmettere fuori dall'ambito locale, il 20 ottobre 1984 il governo Craxi legittimò la questione con la legge 10/1985, congelandola nei termini di fatto in cui si era evoluta.
Il Ministero in seguito tentò di dare un assetto organico alla questione con la successiva Legge Mammì del 1990, che però fu bocciata dalla Corte Costituzionale il 7 dicembre 1994 (sentenza n. 420/1994) perché ritenuta «incoerente, irragionevole» e inidonea a garantire il pluralismo in materia televisiva.

## L'Auditel e la copertura delle radiofrequenze
Un sistema di televisione commerciale, interamente basato sugli introiti pubblicitari mantenuti in crescita con le più aggiornate tecniche di marketing ha spinto la televisione a cercare, prima di tutto, il consenso del pubblico, piuttosto che la qualità delle trasmissioni.
Questa ricerca spasmodica di consenso, indispensabile a sua volta per convincere gli inserzionisti della bontà del loro investimento, ha trovato prima nelle indagini Istel poi nell'Auditel (gestito sostanzialmente in modo congiunto ed esclusivo da Publitalia '80 e da Sipra) uno strumento fondamentale e solo apparentemente neutrale ed obiettivo.
Come in ogni problema statistico il primo nodo era la formazione del campione. Esso è stato tratto con i criteri che garantiscono la rappresentatività dell'intero territorio italiano. Per una particolarità orografica italiana vi è una profonda differenza tra le mappe di copertura ad esempio della copertura del 90% del territorio e quella che garantisce la copertura di identica percentuale in termine di popolazione, per il concentrarsi della popolazione nelle città o al massimo nei fondovalle, salvo qualche località lanciata turisticamente.
Di fatto in Italia c'è, dal punto di vista di ricezione del segnale televisivo, una profonda asimmetria tra la mappatura relativa al territorio piuttosto che alla popolazione: la Rai, perché impegnata dal disciplinare di concessione, e Mediaset per la politica seguita in sede di acquisizione dalle televisioni locali, sono i soli soggetti che coprono vaste aree di territorio, mentre i competitori riescono a coprire solo zone dove si addensa la popolazione.
Estrarre un campione basato solo sul criterio del territorio fa includere nel campione soggetti non raggiunti dalla concorrenza, falsando i dati.

## L'irrisolto Lodo Rete 4 e la soluzione prospettata dalla Legge Gasparri
Uno dei temi centrali che hanno bloccato qualsiasi soluzione al problema è stato generato dal pronunciamento sui limiti delle concentrazioni proprietarie televisive della Corte Costituzionale, la quale dichiarò che un attore singolo non poteva controllare più di due canali televisivi a diffusione nazionale sugli otto che sono stati riservati ai privati. Ciononostante Rete 4 ha continuato a trasmettere grazie a una serie di proroghe e modifiche normative.
Successivamente, la riforma del sistema radiotelevisivo stabilita dalla Legge Gasparri affrontò il problema in maniera diversa: sia la Rai che Mediaset avrebbero rinunciato a una rete analogica per passare alla tecnologia della televisione digitale terrestre.
Le frequenze resesi così libere vennero quindi ridistribuite per le trasmissioni con lo standard DVB-T, che consente di quintuplicare il numero dei canali trasmissibili attraverso il miglioramento dell'efficienza spettrale del segnale in relazione alla sua ampiezza di banda.

## Il Catasto delle frequenze
Il Ministero delle comunicazioni, in sintonia con l'Autorità per le garanzie nelle comunicazioni, ha promosso un Catasto delle frequenze per arrivare in tempi brevi ad un compiuto adeguamento della situazione di fatto a quella di diritto, in base agli atti di autorizzazione.